# Anodocheilus guatemalensis
Anodocheilus guatemalensis är en skalbaggsart som först beskrevs av Zaitzev 1910.  Anodocheilus guatemalensis ingår i släktet Anodocheilus och familjen dykare. Inga underarter finns listade i Catalogue of Life.